# Ai Yori Aoshi Enishi
Ai Yori Aoshi Enishi é uma série de animação japonesa composta por 12 episodios mais 1 ova. É uma continuação da série Ai Yori Aoshi. Continuação de Ai Yori Aoshi dois anos depois e a história se desenrola mostrando o dia a dia do casal Kaoru e Aoi-chan juntamente a: Miyabi-san, tina, Taeko, Mayu e chika, que mora junto com os demais e estuda em Tókio.
Com episódios mais centrados em cada personagem, o anime mostra a mesma fórmula usada em Ai yori aoshi, em que todos procuram sempre dar o melhor de si.

## Episódios
| #       | Português         | Outras línguas | Original em Japones | Data |
| ------- | ----------------- | -------------- | ------------------- | ---- |
| 01      | Flor de primavera | Spring Blossom | 桜春 Ōshun          |      |
| Resumo: |                   |                |                     |      |
| 02      | Amigos            | Friends        | 友垣 Tomogaki       |      |
| Resumo: |                   |                |                     |      |
| 03      | Tênis             | Tennis         | 庭球 Teikyū         |      |
| Resumo: |                   |                |                     |      |
| 04      | Fantasmas         | Phantom        | 怪 Mononoke         |      |
| Resumo: |                   |                |                     |      |
| 05      | Piano             | Piano          | 洋琴 Yōkin          |      |
| Resumo: |                   |                |                     |      |
| 06      | Viagem            | Journey        | 道程 Dōtei          |      |
| Resumo: |                   |                |                     |      |
| 07      | Estância Veraneia | Summering      | 避暑 Hisho          |      |
| Resumo: |                   |                |                     |      |
| 08      | Peixe e água      | Fish           | 水魚 Suigyo         |      |
| Resumo: |                   |                |                     |      |
| 09      | Branco            | Pure White     | 白妙 Shirotae       |      |
| Resumo: |                   |                |                     |      |
| 10      | Roupão de banho   | Hot Springs    | 湯帷子 Yukatabira   |      |
| Resumo: |                   |                |                     |      |
| 11      | Luar              | Moonlight      | 月光 Gekkō          |      |
| Resumo: |                   |                |                     |      |
| 12      | Laços             | Bonds          | 絆 Kizuna           |      |
| Resumo: |                   |                |                     |      |
| Ova     | Miyuki            |                |                     |      |
| Resumo: |                   |                |                     |      |

## Músicas
- Tema de abertura
  - "Treasure" (たからもの Takaramono) by Yoko Ishida
- Tema de encerramento
  - "I Do!" by The Indigo
  - "Presence" by The Indigo